# Strandkål (art)
Strandkål (Crambe maritima) er 30-75 cm høj urt, der vokser på sandede og stenede strande med opskyllet tang.

## Beskrivelse
Strandkål er normalt en lav flerårig urt med store, glatte, blålige blade, men der findes også en højstokket varietet, som gror mellem høje urter. Den blomstrer i juni og juli. Strandkålen har fire kronblade, og blomsten er hvid. Planten er blå-dugget af et meget tyndt lag voks som hos de fleste andre kålplanter. Planten har et dybtgående og bredt rodnet.
Arten findes både i en lav form på stenede strande og en høj form i fjorde og vige og kan da godt blive 60 cm høj.

## Voksested
Strandkål er temmelig almindelig i Østjylland og på Øerne, hvor den findes på strandbredderne, hvis der er sten eller meget sand. Den findes især ved opskyllet tang, da opskyllet tang giver næring til planterne i det ellers meget næringsfattige miljø på en sand- eller stenkyst. Tidligere var opfattelsen, at planten mangler helt fra Vestjylland og er sjælden i Nordjylland. I Vestjylland findes den dog i rigelige mængder syd for Bovbjerg Fyr. Strandkål er i øvrigt en delikatesse, som har været en del af føden i store dele af Danmark.

## Kålsommerfuglen
Idet strandkål hører til i korsblomst-familien, angribes den af kålsommerfuglen, som lægger sine æg på planten, hvor de grønne larver æder blade og blomsterknopper.
| Portal | Portal:Botanik |